# رو³ بره
رو³ بره یک ستاره است که در صورت فلکی بره قرار دارد.